# Jack Nicklaus
Jack William Nicklaus, também conhecido pela alcunha The Golden Bear (Upper Arlington, 21 de janeiro de 1940) é um ex-jogador de golfe e designer de courses de golfe estadunidense. É amplamente considerado um dos melhores golfistas da história, tendo ganho 117 torneios, detendo o título de maior vencedor de majors de todos os tempos, com 18 conquistas no total. É simultaneamente o golfista que mais majors disputou, competindo em 164. Venceu 73 eventos do PGA Tour, sendo o terceiro maior vencedor de sempre, apenas atrás de Tiger Woods (82) e Sam Snead (82).

## Carreira
O gosto pela atividade desportiva foi incutido pelo pai Nicklaus, que teve no campeão de golfe Bobby Jones o seu ídolo. Ainda como amador, Nicklaus revelou-se um prodígio e aos 16 anos venceu o Open de Ohio. Três anos depois derrotou o consagrado Charlie Coe na final do torneio amador dos Estados Unidos. Ao todo triunfou em vinte provas do circuito amador norte-americano. Entretanto, estudou na Universidade Estadual de Ohio.
Aos 22 anos, o golfista tornou-se atleta profissional e, com a ajuda de algumas técnicas de jogo inovadoras, em cinco anos venceu sete dos principais torneios de golfe da época. Entre 1970 e 1975 ganhou outros sete torneios desta categoria. No circuito PGA (Professional Golf Association - Associação de Golfe Profissional), o mais importante a nível mundial, Jack Nicklaus liderou a lista dos desportistas mais bem pagos em oito ocasiões e entre 1962 e 1979 ficou nos dez primeiros lugares em 243 dos 357 torneios oficiais em que participou. Entre 1962 e 1986 ganhou 70 torneios pontuáveis para o PGA Tour, feito só atingido por Sam Snead.
Ao longo da sua carreira, o atleta mostrou ter uma grande capacidade concentração nos momentos decisivos. Tal fato ficou provado no Masters de 1986, a prova mais importante da temporada, onde ganhou após ter recuperado uma grande desvantagem inicial em relação aos principais concorrentes. Ao todo, ao longo da sua carreira, Nicklaus triunfou em seis Masters de Golfe. Desde a estreia em 1959, só por duas vezes falhou a presença no Masters, em ambos os casos devido a problemas físicos.
Nicklaus foi considerado o melhor golfista de todos os tempos graças ao facto de combinar uma boa habilidade física com grande capacidade mental e psicológica.
Em 1990 passou a concorrer no circuito Sénior, para atletas mais idosos, e também aí se revelou um vencedor nato.
Entretanto, dedicou-se desenhar percursos para campos de golfe através de uma empresa criada para o efeito. Em 1993 foi designado Arquitecto do Ano de Desenho de Percursos de Golfe.